# Александрув (Билгорайский повет)
Александрув (пол. Aleksandrów) — деревня в Билгорайском повете Люблинского воеводства Польши. Административный центр гмины Александрув. По данным переписи 2011 года, в деревне проживало 3244 человека.

## География
Деревня расположена на юго-востоке Польши, к северу от реки Танев, вблизи регионального ландшафтного парка «Сольская Пуща», на расстоянии приблизительно 16 километров к юго-востоку от города Билгорай, административного центра повета. Абсолютная высота — 225 метров над уровнем моря. Через Александрув проходит региональная автодорога 853.

## История
Согласно «Военно-статистическому обозрению Российской Империи», в 1847 году в деревне Александров проживал 1891 человек. В административном отношении деревня входила в состав Замостского уезда Люблинской губернии Царства Польского. По состоянию на 1890 год село Александров являлось центром одноимённой гмины в составе Белгорайского уезда.
В период с 1975 по 1998 годы Александрув находился в составе Замойского воеводства.

## Население
Демографическая структура по состоянию на 31 марта 2011 года:
|         | Всего | До трудоспособного возраста | Трудоспособного возраста | Старше трудоспособного возраста |
| ------- | ----- | --------------------------- | ------------------------ | ------------------------------- |
| Мужчины | 1619  | 406                         | 1049                     | 164                             |
| Женщины | 1625  | 395                         | 884                      | 346                             |
| Всего   | 3244  | 801                         | 1933                     | 510                             |